# 草笛光子
草笛光子（日语：／ Kusabue Mitsuko，1933年10月22日—），本名栗田光子，女，神奈川县横滨市出身，日本演员。曾获得每日艺术奖、田中絹代獎等奖项。
2025年，草笛憑主演電影《九十歲有什麼可喜可賀的？》而獲得日刊體育電影大獎最佳女主角，時年91歲，是該獎項年齡最高的得主。